# Vişina Nouă
Vişina Nouă é uma comuna romena localizada no distrito de Olt, na região de Oltênia. A comuna possui uma área de 19.38 km² e sua população era de 2035 habitantes segundo o censo de 2007.